# 名古屋市立苗代小学校
名古屋市立苗代小学校（なごやしりつ なえしろしょうがっこう）は、愛知県名古屋市守山区苗代二丁目にある公立小学校。

## 概要
- 太田井、大谷町、小幡常燈、小幡南一丁目、小幡南二丁目、小幡南三丁目、喜多山南、苗代一丁目、苗代二丁目、菱池町、野萩町などが通学区域であり、公立中学校の進学先は名古屋市立守山東中学校である[1]。

## 沿革
- 1973年（昭和48年）4月 - 名古屋市立小幡小学校の分校として設置される。
- 1974年（昭和49年）4月 - 名古屋市立苗代小学校として独立し、開校する。

## 交通アクセス
- 名鉄瀬戸線小幡駅下車、徒歩約15分。
- 名古屋市営バス【幹砂田1号系統】、【小幡11号系統】「小幡苗代」バス停より徒歩約5分。

## 周辺施設
- 菊華高等学校
- 名古屋市立香流中学校
- 名古屋市立守山東中学校
- 名古屋市立小幡小学校
- 名古屋市立守山特別支援学校
- 守山区役所
- 名鉄瀬戸線小幡駅

## 著名な出身者
- 二宮衣沙貴（プロ野球選手）
- 立川かしめ（落語家）